# Berserker (Beast in Black)
Berserker è il primo album della heavy metal band finlandese Beast in Black, pubblicato dalla Nuclear Blast nel 2017.
Il disco presenta una scrittura che molto deve ai Battle Beast, la precedente band di Anton Kabanen (chitarrista e principale compositore), ma presenta elementi più variopinti come l'innesto di elementi elettronici e musica dance.
Molti dei brani traggono ispirazione dal mondo dark fantasy del manga Berserk.

## Tracce
1. Beast in Black – 4:29
2. Blind and Frozen – 5:04
3. Blood of a Lion – 5:03
4. Born Again – 3:51
5. Zodd the Immortal – 3:34
6. The Fifth Angel – 3:30
7. Crazy, Mad, Insane – 3:30
8. Hell for All Eternity – 4:48
9. Eternal Fire – 3:34
10. Go to Hell – 3:01
11. End of the World – 5:10
12. Ghost in the Rain – 5:35

## Formazione
- Yannis Papadopoulos - voce
- Anton Kabanen - chitarra, cori, sintetizzatori, tastiere
- Kasperi Heikkinen - chitarra
- Máté Molnár - basso
- Sami Hänninen - batteria